# 満月に吠えろ
「満月に吠えろ」（まんげつにほえろ）は、チャットモンチーの11枚目のシングル。2012年2月1日にKi/oon Recordsから発売された。

## 解説
2011年9月の高橋久美子脱退後最初の新作であり、2009年2月4日にリリースされた「Last Love Letter」以来3年ぶりとなるシングル作品。3週連続リリースの第1弾となる。
タイトル曲「満月に吠えろ」とそのインストゥルメンタルバージョンのみの収録。タイトル曲はテレビドラマ『妄想捜査〜桑潟幸一准教授のスタイリッシュな生活』主題歌で、メンバーは「“暗く長い夜もみんなで吠えて乗り越えよう”という曲」と話している。

## 収録曲
1. 満月に吠えろ [4:35]
作詞：福岡晃子 作曲：橋本絵莉子
2. 満月に吠えろ （Piano Inst） [2:31]

## 収録アルバム
- 変身 (#1)
- BEST MONCHY 1 -Listening- (#1)